# Alois Morgenstern
Alois Morgenstern (Spittal an der Drau, 13 giugno 1954) è un ex sciatore alpino austriaco.

## Biografia
Specialista dello slalom speciale, Alois Morgenstern ottenne in quella specialità il primo risultato di rilievo in carriera, la medaglia d'oro agli Europei juniores di Madonna di Campiglio 1972, e il primo piazzamento in Coppa del Mondo, il 6º posto colto il 3 marzo 1974 sulle nevi di Voss; venne convocato per i XII Giochi olimpici invernali di Innsbruck 1976, sua unica partecipazione olimpica, dove si piazzò 7º nello slalom speciale e non terminò lo slalom gigante. Il 10 gennaio 1977 si aggiudicò l'unico podio di carriera in Coppa del Mondo, il 3º posto nello slalom speciale di Berchtesgaden alle spalle dello svedese Ingemar Stenmark e dell'austriaco Klaus Heidegger; l'ultimo piazzamento internazionale della sua attività agonistica fu il 5º posto ottenuto nello slalom speciale di Coppa del Mondo disputato a Chamonix il 12 febbraio 1978. È zio del saltatore con gli sci Thomas, a sua volta sciatore.

## Palmarès

### Europei juniores
- 1 medaglia[1][2][3]:
  - 1 oro (slalom speciale a Madonna di Campiglio 1972)

### Coppa del Mondo
- Miglior piazzamento in classifica generale: 33º nel 1977
- 1 podio (in slalom speciale):
  - 1 terzo posto

### Coppa Europa
- Miglior piazzamento in classifica generale: 35º nel 1977[2]
- 2 podi (entrambi in slalom speciale)[2]:
  - 1 vittoria
  - 1 secondo posto

### Campionati austriaci
- 1 medaglia[1]
  - 1 bronzo (slalom speciale nel 1977)

### Campionati austriaci juniores
- 2 medaglie[1]:
  - 1 argento (combinata nel 1971)
  - 1 bronzo (slalom speciale nel 1971)